# 大卫·马尔
大卫·考特尼·马尔（英語：David Courtnay Marr，1945年1月19日—1980年11月17日）是一名英国神经科学家和心理学家。他将心理学、人工智能和神经生理学的研究成果结合起来，提出了全新的关于视觉处理的理论。他被认为是计算神经科学的创始人。
马尔1945年1月19日在伦敦的伍德福德出生。他1963年10月1日被劍橋大學三一學院录取，于1966年取得数学学士学位，于1972年在賈爾斯·布林德利的指导下取得生理学博士学位。随后他于1977在美国麻省理工学院的心理系任教，1980年取得终生正教授的职位。1980年11月17日，马尔在美国麻州劍橋因白血病去世。他的工作在《视觉计算理论》（Vision: A computational investigation into the human representation and processing of visual information）一书中被总结發表，该书在他去世后出版。他的妻子是波士顿大学生物医学工程及神经学系的Lucia M. Vaina。